# Larry Bird
Larry Joe Bird, ameriški košarkar in trener, * 7. december 1956, West Baden, Indiana, ZDA.
Bird velja za enega najboljših krilnih košarkarjev v zgodovini lige NBA in najboljšega košarkarja Boston Celticsov, za katere je odigral svojo celotno profesionalno kariero. S Celticsi je trikrat osvojil naslov prvaka lige NBA, sam je bil trikrat izbran za najkoristnejšega košarkarja rednega dela lige NBA, dvakrat za najkoristnejšega košarkarja finalne serije lige NBA, devetkrat v prvo postavo lige NBA, dvanajstkrat pa je zaigral na Tekmi vseh zvezd lige NBA. Leta 1992 je osvojil zlato medaljo na olimpijskem turnirju z ameriško reprezentanco. Njegovo številko 33 so v klubu upokojili kmalu po njegovi upokojitvi leta 1992 zaradi kroničnih težav hrbtom. Med letoma 1997 in 2000 je deloval kot trener Indiana Pacersov, od leta 2003 pa je predsednik košarkarskih operacij v klubu. Leta 1998 je bil sprejet v Košarkarski hram slavnih.